# 程同文
程同文（？—？），原名拱宇，字春庐，浙江桐鄉人。清朝詩人。

## 生平
程琳之孫。约嘉慶年間人。嘉慶四年（1799年）二甲進士，授兵部主事，歷官顺天府丞，軍機處軍機章京上行走。曾參與重修《大清會典》，“手校斜方百叶图”。工詩，有《密齋詩集》。其妻為吳南泉之女吳玖。